# Trévon Hughes
Trévon Hughes (Queens, 4 aprile 1987) è un ex cestista statunitense con cittadinanza portoricana, professionista in Europa.

## Palmarès
- Campionato lettone: 1

VEF Riga: 2010-11
- Lega Baltica: 1

Pieno žvaigždės: 2017-18